# Angoulême Charente Football Club
El Angoulême-Soyaux Charente es un equipo de fútbol de Francia que milita en el Championnat National 2, la cuarta liga de fútbol más importante del país.

## Historia
Fue fundado en el año 1920 en la ciudad de Angoulême con el nombre SC Angoulême, y desde entonces han utilizado varios nombre en su historia, los cuales han sido:
- « SC Angoulême» (1920-25).
- « AS des Charentes» (1925-48).(professional from 1945 to 1948)
- « AS Angoulême (ASA)» (1948-92).(professional from 1965 to 1994.
- « AS Angoulême-Charente 92 (ASAC92)» (1992-2005).
- « Angoulême Charente Football Club (ACFC)» (2005-2019).
- « Angoulême-Soyaux Charente (ASC)» (2005-2019).

El club fue de estatus profesional en 2 etapas, la primera entre 1945 a 1948 y la segunda entre 1965 y 1994, etapa donde ha pasado su momento de gloria, ya que luego de obtener el subcampeonato de la Ligue 2, ganó el derecho de jugar en la Ligue 1, la máxima categoría del fútbol francés por primera vez.
Jugó en la máxima categoría en 3 temporadas, donde pudo jugar su primer (y hasta el momento único) torneo continental, la Copa de Ferias de 1970/71, donde fue eliminado en la primera ronda. No ha vuelto a la Ligue 1 desde entonces.
Entre 2001 y 2004 estuvo en el Championnat National, el tercer nivel del fútbol francés, pero al terminar la temporada 2004/05 se vieron obligados a descender a la sexta categoría debido a problemas financieros.

## Palmarés
- CFA Grupo C: 1

2001
- Championnat National 3 Grupo A: 1

2019
- DH Centre-Ouest (6.ª división): 16

1923, 1924, 1934, 1935, 1937, 1938, 1939, 1942, 1945, 1980, 1980, 1986, 1998, 2002, 2007, 2013.
- Trofeo Villa de Gijón: 1

1967

## Participación en competiciones de la UEFA
| Temporada | Torneo         | Ronda | Club         | Resultado |
| --------- | -------------- | ----- | ------------ | --------- |
| 1970–1971 | Copa de Ferias | 1     | Vitória S.C. | 0–3, 3–1  |

## Entrenadores
| - Robert Lacoste (1945–1947) - Coldeboeuf (1947–1949) - Puchalt - Friedman - Lamaud - Dupouy - Lambertus De Harder (1957–1960) - Joseph Ibanez (1960–1965) - Angelo Grizzetti (1965–1966) - Jacques Favre (1966–1968) - Pierre Phelipon (1968–1969) - Yvon Goujon y Mohamed Lekkak (1969–1970) - Claude Hugues (1970 – 1971) - Angelo Grizzetti (1971 – 1972) - Yvon Goujon (1972 – 1973) - Henri Skiba (1973 – 1977) - Paul Lévin (1977–1983) - Mohamed Lekkak (1983 – octubre de 1983) - Robert Salun (octubre de 1983 – 1984) - Guy Latapie (1984–1987) - Ángel Bargas (1987–1991) | - Patrick Duvoid (1991 – octubre de 1991) - Andrzej Szarmach (octubre de 1991 – 1995) - Guy Latapie (1995 – 1997) - Éric Guérit (1997 – 1998) - Patrice Neveu (1998 – 1999) - Christian Letard (1999 – 2001) - Hervé Goursat (2001 – 2003) - Pascal Chavroche (2003 – agosto de 2003) - Yannick Plissoneau (agosto de 2003 – octubre de 2003) - Patrice Lair (octubre de 2003 – 2004) - Éric Guérit (2004 – 2005) - Nicolas Bastère (2005 - 2008) - Jean-Claude Chemier (2008 - marzo de 2008) - Laurent Dauriac (2008 - 2009) - Jean-Jacques Eydelie (2009 - 2010) - Jean-Pierre Bernard (2010 - 2011) - Johann Dumais - Gilles Crapoulet (2011-2012) - Christophe Forest – Johann Dumais (2012-) |

## Jugadores

### Jugadores destacados
- Ángel Bargas
- Marc-Antoine Fortuné
- Steve Savidan
- Gilbert Le Chenadec
- Alain Moizan
- Fousseyni Tangara